# 1980年夏季奥林匹克运动会马里代表团
1980年夏季奥林匹克运动会马里代表团是马里派出的1980年夏季奥林匹克运动会代表团。